# シリアス (20世紀Jr.の曲)
「シリアス」は、20世紀Jr.の1枚目のシングル。1988年10月25日に徳間ジャパンコミュニケーションズよりリリースされた。

## 解説
20世紀Jr.のデビュー・シングル。ノンタイアップシングルとしてリリースされた。「シリアス」は1stアルバム『20Century's Magic』に収録されている。

## 収録曲
全作曲：高埜秀一
1. シリアス
作詞：高埜秀一・篠原仁志　編曲：大村憲司
2. ハートはデリカシー
作詞：高埜秀一　編曲：長谷川智樹